# 蒲鲁士

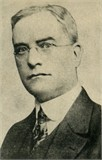
蒲鲁士

蒲鲁士（英語：William Nesbitt Brewster；1864年—1918年），号叟堂，美以美会在华传教士。

## 生平
1864年，蒲鲁士生于美国伊利诺伊州。1888年在美国波士顿大学毕业，获得神学博士学位。1889年，受美以美会派遣前往新加坡传教，但因为水土不服的缘故，被改派往福州教区传教。在福州期间，蒲鲁士人娶了菲斯彻小姐（Miss Elizabeth Fisher，华人称之为俗称“蒲星氏”）结婚。1890年，被调往中兴化府（今莆田市）传教。
蒲鲁士在兴化府期间学会了莆仙语，为了传教方便，他设计了莆仙语的教会罗马字——兴化平话字，并在1892年至1900年期间用莆仙语翻译了《新约全书》，开办美兴书局以印制《圣经》。后来又创立了教会刊物《奋兴报》。他在传教之余，还在莆田兴办公共事业，包括福音书院、西学斋（后改名哲理中学，今莆田二中前身）、涵江兴仁医院（今涵江区医院前身）、孤儿院、戒烟社、公益社，并且兴办实业，如兴善轮船公司、面粉加工厂。并将当地名产陈紫荔枝引种美国，以及组织莆仙教友前往砂拉越垦殖。
1917年，蒲鲁士返回美国，不久去世，年53岁。